# تیمو سلانه
تیمو سلانه (فرانسوی: Teemu Selänne‎؛ زادهٔ ۳ ژوئیهٔ ۱۹۷۰) بازیکن هاکی روی یخ اهل فنلاند بود.
وی همچنین برندهٔ جوایزی همچون تالار افتخارات هاکی و جام استنلی شده‌است.
از باشگاه‌هایی که در آن بازی کرده‌است می‌توان به آناهایم داکس اشاره کرد.